# Platocerella rubicunda
Platocerella rubicunda är en insektsart som först beskrevs av Frederick Arthur Godfrey Muir 1918.  Platocerella rubicunda ingår i släktet Platocerella och familjen Derbidae. Inga underarter finns listade i Catalogue of Life.